# 1949 en football canadien
Chronologie
Saison précédente Saison suivante
1949 est la 66e saison depuis la fondation de la Canadian Rugby Football Union en 1884.

## Événements
Les Eskimos d'Edmonton se joignent à la Western Interprovincial Football Union (WIFU). Cette dernière adopte un calendrier de 14 parties.
Dans la ORFU, le Balmy Beach de Toronto reprend son existence indépendante, la fusion avec les Indians de Toronto est terminée ; les Indians disparaissent.

## Classements
| Clt   | Équipe                | PJ | V  | D  | N | BP  | BC  | Pts |
| ----- | --------------------- | -- | -- | -- | - | --- | --- | --- |
| +001, | Rough Riders d'Ottawa | 12 | 11 | 1  | 0 | 261 | 170 | 22  |
| +002, | Alouettes de Montréal | 12 | 8  | 4  | 0 | 295 | 204 | 16  |
| +003, | Argonauts de Toronto  | 12 | 5  | 7  | 0 | 209 | 254 | 10  |
| +004, | Wildcats de Hamilton  | 12 | 0  | 12 | 0 | 147 | 284 | 0   |

| Clt   | Équipe                         | PJ | V  | D  | N | BP  | BC  | Pts |
| ----- | ------------------------------ | -- | -- | -- | - | --- | --- | --- |
| +001, | Stampeders de Calgary          | 14 | 13 | 1  | 0 | 270 | 77  | 26  |
| +002, | Roughriders de la Saskatchewan | 14 | 9  | 5  | 0 | 235 | 102 | 18  |
| +003, | Eskimos d'Edmonton             | 14 | 4  | 10 | 0 | 93  | 235 | 8   |
| +004, | Blue Bombers de Winnipeg       | 14 | 2  | 12 | 0 | 74  | 258 | 4   |

### Ligues provinciales
| Clt   | Équipe                 | PJ | V  | D  | N | BP  | BC  | Pts |
| ----- | ---------------------- | -- | -- | -- | - | --- | --- | --- |
| +001, | Tigers de Hamilton     | 12 | 10 | 2  | 0 | 228 | 68  | 20  |
| +002, | Imperials de Sarnia    | 12 | 8  | 4  | 0 | 142 | 101 | 16  |
| +003, | Rockets de Windsor     | 12 | 5  | 7  | 0 | 141 | 108 | 10  |
| +004, | Balmy Beach de Toronto | 12 | 1  | 11 | 0 | 55  | 289 | 2   |

## Séries éliminatoires

### Finale de la WIFU
- 5 novembre : Stampeders de Calgary 18 - Roughriders de la Saskatchewan 12
- 11 novembre : Roughriders de la Saskatchewan 9 - Stampeders de Calgary 4

Calgary gagne la série 22 à 21 et passe au match de la coupe Grey.

### Demi-finales de l'Est
- 11 novembre : Tigers de Hamilton 6 - Imperials de Sarnia 15
- 12 novembre : Imperials de Sarnia 3 - Tigers de Hamilton 20

Les Tigers gagnent la série 26 à 18
- 9 novembre : Rough Riders d'Ottawa 7 - Alouettes de Montréal 22
- 12 novembre : Alouettes de Montréal 14 - Rough Riders d'Ottawa 13

Montréal gagne la série 36 à 20.

### Finale de l'Est
- 20 novembre : Tigers de Hamilton 0 - Alouettes de Montréal 40

Les Alouettes passent au match de la coupe Grey.

### 37ecoupe Grey
- 26 novembre : Les Alouettes de Montréal gagnent 28-15 contre les Stampeders de Calgary au Varsity Stadium à Toronto (Ontario).

## Honneurs individuels
- Trophée Jeff-Russel (courage, habileté, jeu propre et esprit sportif dans l'IRFU) : Royal Copeland (DO), Argonauts de Toronto